# Alopecosa ermolaevi
Alopecosa ermolaevi là một loài nhện trong họ Lycosidae.
Loài này thuộc chi Alopecosa. Alopecosa ermolaevi được Savelyeva miêu tả năm 1972.